# Mimiviridae
Mimiviridae es una familia de virus de doble cadena de ADN que infectan protistas. Los virus de esta familia pertenecen al grupo de los virus nucleocitoplasmáticos de ADN de gran tamaño (NCLDV), un grupo que incluye miembros de las familias Asfarviridae, Iridoviridae, Phycodnaviridae, Poxviridae, entre otras. El primer miembro de esta familia, el Mimivirus, fue descubierto en 2003.

## Descripción
Los virus de la familia Mimiviridae tienen cápsides con geometrías icosaédricas y redondas, con simetría entre T = 972 y T = 1141, o T = 1200. El diámetro ronda los 400 nm, con una longitud de 125 nm. Los genomas son lineales y no segmentados, de alrededor de 1200 kb de longitud. El genoma tiene 911 marcos de lectura abiertos. La replicación viral se produce en el núcleo de la célula huésped. La replicación sigue el modelo de desplazamiento de la cadena de ADN. La transcripción con plantilla de ADN es el método de transcripción. Los protistas sirven como huéspedes naturales.

## Importancia evolutiva
Los mimiviridos son un grupo hermano de Cytota según análisis moleculares basados en la secuencia del proteoma. Debido a ello se piensa que podrían haber existido con anterioridad a los organismos celulares, los mimiviridos tienen un papel importante en el debate sobre los orígenes de la vida. Algunos genes exclusivos de los mimiviridos incluyendo aquellos que codifican para su cápside, se han conservado en una gran variedad de virus que infectan organismos de todos los dominios (Eukarya, Archaea y Bacteria). Esto hace suponer que los mimiviridos están relacionado con un tipo de virus de ADN que existió antes que los organismos celulares y jugó un papel esencial en el desarrollo de la vida en la Tierra. Una hipótesis alternativa afirma que fueron dos tipos distintos de virus de ADN los que dieron lugar a los tres dominios conocidos en tiempos precelulares.